# جومیان (خوسف)
جومیان روستایی در ایران است که در دهستان خوسف واقع شده‌است. جومیان ۳۵۷ نفر جمعیت دارد.